# كرة قدم (كرة)
كرة القدم (بالإنجليزية: Football)‏ هي كرة منفوخة بالهواء، يتم استخدامها للعب العديد من الألعاب الرياضية المعروفة باسم كرة القدم. وتمميز تلك الألعاب الرياضية باحتساب نقاط أو أهدفا عند دخول الكرة المناطق المخصصة للهدف في كل لعبة. في كل مباراة يحاول كل من الفريقين تسجيل أكبر عدد من الأهدفا والنقاط لضمان الفوز.

## أنواع كرة القدم

### كرة القدم

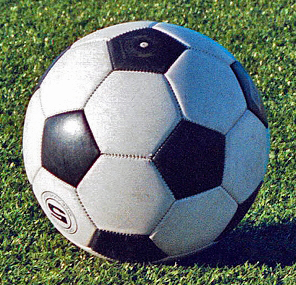
كرة أديداس تيلنستار ذو التقاطعات الخماسية

كرة القدم هي الأداة المستخدمة في لعبة كرة القدم. وتحدد قوانين لعبة كرة القدم الكرة المستخدمة في المباريات الرسمية في نوع معين من كرة القدم موحد الحجم والوزن والمادة المصنعة منها.
اكتشفت كرة القدم في بداية الأمر من ركل قربة مصنوعة من جلود الحيوانات، ومع مرور الوقت تطورت كرات القدم إلى ما تبدو عليه اليوم، حيث كان لاكتشاف تشارلز جوديير طريقة تقوية المطاط أثر كبير في تصميم كرة القدم وتطورها في الزمن الماضي، وحالياً تقدم البحوث التكنولوجية والدراسات العلمية لتحسين أداء كرة القدم وتطورها. وضعت أول مواصفات لكرة القدم في عام 1863 من قبل الاتحاد الإنجليزي لكرة القدم لتكون من الجلد المتضخمة، مع أغطية جلدية للمساعدة في الحفاظ على الشكل الكروي لكرة القدم.

## تاريخ صناعة كرة القدم
في عام 1855م قام تشارلز جوديير بصنع أول كرة قدم من المطاط، وفي البداية لم تكن هناك مواصفات محدد للكرة، إلا أن الاتحاد الإنجليزي لكرة القدم في عام 1872 قام بتحديد مواصفات معينة للكرة كأن تكون كروية الشكل ويتراوح محيطها بين 27 و28 انش وتزن 15 أوقية، وبعض هذه المواصفات مُعتمَد إلى اليوم في البطولات الكبيرة.
وتطورت الكرة المستخدمة في اللعبة، ليتم صنع كرة من المطاط لكنها ذات ثقب واحد يمكن فتحه لنفخ الكرة، ثم غلقه مرة أخرى، وكان ذلك في عام 1862م.
وفي 1970م، صمم المهندس المعماري ريتشارد فولر، شكلاً مستحدثاً من الكرة وتم استخدامها في كأس العالم بالمكسيك، وكان ذلك التصميم عبارة عن 12 جزءاً خماسي الأضلاع، و20 جزءاً سداسي الأضلاع، ويتم خياطتهما معاً، ثم نفخ الكرة بالهواء وتلوينها بالأبيض والأسود حتى يسهل رؤيتها عبر شاشات التلفاز البيضاء والسوداء. وكانت أول كرة تزخرف باللون الأسود في كأس العالم في المكسيك عام 1970م أول كأس عالم يتم إذاعته على التلفاز. وسمي هذا الإصدار من الكرة Telstar وهو اختصار لكلمة Star of television.
كأس العالم ألمانيا 1974م: في هذه السنة من كأس العالم ظهر إصداران من الكرة بحيث أصبحت الكتابة على Telstar مزخرفة باللون الذهبي وقد بنت شركة أديداس شهرة الكرة الجديدة Chile على ما سبق من نجاح حققته Telstar والتي كانت باللون الأبيض كاملة، وقد تم استخدام الأسلوب والمواد التي صنعت Telstar وChile لصناعة الكرة في الأربع سنوات القادمة.
كأس العالم الأرجنتين 1978م: في هذا العام كان تصميم الكرة Adidas Tango، وفي هذه المرة قامت Adidas بتصميم كرة ككلاسيكية تحتوي على 20 قطعة بشكل جذاب تحتوي على 12 دائرة متطابقة. وقد اعتمدت كل تصاميم الكرات لمدة 5 أحداث متتالية من كاس العالم بعدها.
كأس العالم 1982 أسبانيا: لم تتغير Adidas Tango في عام 1978م تغيراً كبيراً عن تكنولوجيا عصرها، ولكن Tango Espana احتوت على الكثير من الخصائص التكنولوجية الإبداعية المصنوعة من الجلد ولكنها مقاومة للمياه، كما أن التكنولوجيا المصنوعة منها جعلتها لا تمتص المياه أبدًا فلا يمكن للكرة أن يزيد وزنها عند سقوط الأمطار.
كأس العالم 1986م في المكسيك: وفيه كانت Azetca هي الأولى من نوعها التي تمت صناعتها من مواد اصطناعية غير الجلد الطبيعي مما قلل بشكل كبير من امتصاصها للمياه وزاد من متانتها مما رفع من أدائها على الأراضي الصلبة والمرتفعات والأجواء المطيرة وقد شكلت Azteca ثورة حقيقية في عالم صناعة كرة القدم.
كاس العالم في إيطاليا عام 1990م: صنع الإطار الخارجي لكرة adidas Etrusco Unico من مواد إصطناعية كما في Azetca ولكن هذه الكرة تم تغليفها ن الداخل بطبقة سوداء من رغوة البولي إيثيلين بحيث تكون مقاومة للمياه بشكل كامل وأسرع في اللعبة، وقد تم استلهام اسمها وتصميمها من البيئة الإيطالية وتاريخها القديم لذلك تزين الأسود الثلاثة الثلاثيات ال 20 في الكرة.
كأس العالم في أمريكا 1994م: كرة Adidas Questra هي أول كرة في العالم تحتوي على تكنولوجيا عالية مع تكنولوجيا فائقة لتصنيع طبقة من رغوة البولي إيثيلين، بحيث تجعل هذه الطبقة الكرة ناعمة الملمس وأسرع بكثير من الكرات العادية، ووضعت هذه الكرة مقاييس جديدة لصناعة كرة القدم.
كأس العالم فرنسا 1998م:  adidas Tricolore كانت أول كرة ملونة تدخل كأس العالم مستوحاه من ألوان العلم الفرنسي وقد صنعت من رغوة المواد الاصطناعية التي طورت من متانة الكرة كما طورت من رد فعلها واستدامة الطاقة داخلها.
كأس العالم كوريا واليابان 2002م: كانت Adidas fevernova أول كرة يتغير فيها التصميم عن كرة التانجو منذ عام 1978م وقد تم إختيار الألوان والمظهر الخارجي على أساس الثقافة الآسيوية وقد زادت طبقات المواد الاصطناعية إلى 3 طبقات بدلًا من طبقة واحدة مع هيكل منسوج للرفع من أدائها.
كأس العالم ألمانيا 2006م: أصبحت الكرة أكثر استدارة من ذي قبل بحيث يستطيع اللاعب التحكم فيها بشكل أفضل، وقد عادت هذه الكرة إلى الألوان الكلاسيكية من الأبيض والأسود والتي تمثل لون ملابس منتخب ألمانيا لكرة القدم، وسميت الكرة بهذا الاسم Teamgeist لكي تكون مستوحاة من روح الفريق الألماني القتالية.
كأس العالم جنوب أفريقيا 2010م: كانت الكرة السابقة Teamgeist تتكون من 14 قطعة منفصلة أما كرة jabulani فتتكون من 8 قطع منفصلة فقط، واستخدمت فيها أديداس تكنولوجيا Grip n Groove والتي تجعل الكرة ذات سطح مركب مما يؤمن لها رحلة أفضل. وقد اشتكى الكثير من الحراس من هذه الكرة لأن انحرافها كان مفاجئاً بالنسبة للكثير منهم. وقد تم استخدام 11 ون مختلف لتصميم هذه الكرة هي مستوحاة من ال 11 لغة الموجودة في جنوب أفريقيا وقد استُخدم الإصدار الذهبي منها في المباراة النهائية.
كأس العالم البرازيل 2014م: وفي هذا الكأس منحت التكنولوجيا الكثير من حقها، ففيه التكنولوجيا تطغى بشكل كبير على كل شيء حتى في تصميم وبناء الكرة الجديدة Adidas Brazuca التي تستوحي ألوانها من ألوان علم البرازيل، والتي تتكون من 6 قطع منفصلة فقط، وتتميز بحسن استدارتها وتماثلها وتفاعلها الجيد مع البيئة والطقس.